# Telecommunications Industry Association
Telecommunications Industry Association (TIA) er akkrediteret af American National Standards Institute (ANSI) til frivilligt at udvikle konsensusdrevne industristandarder for en bred vifte af produkter indenfor informationsteknologi, og repræsenterer omkring 400 virksomheder. TIAs Standards and Technology Department driver tolv teknikudvalg, som udvikler retningslinjer til privatradioudstyr, mobilmaster, dataterminaler, satellitter, telefon terminaludstyr, tilgængelighed, VoIP-apparater, telekommunikationskabling, serverrum, mobilenhedskommunikation, multimedia multicast, køretøjs telematik, sundheds informationsteknologi, maskine til maskine kommunikation - og smart elnet datanet.  TIA blev dannet i 1988. 